# Aert Gelder

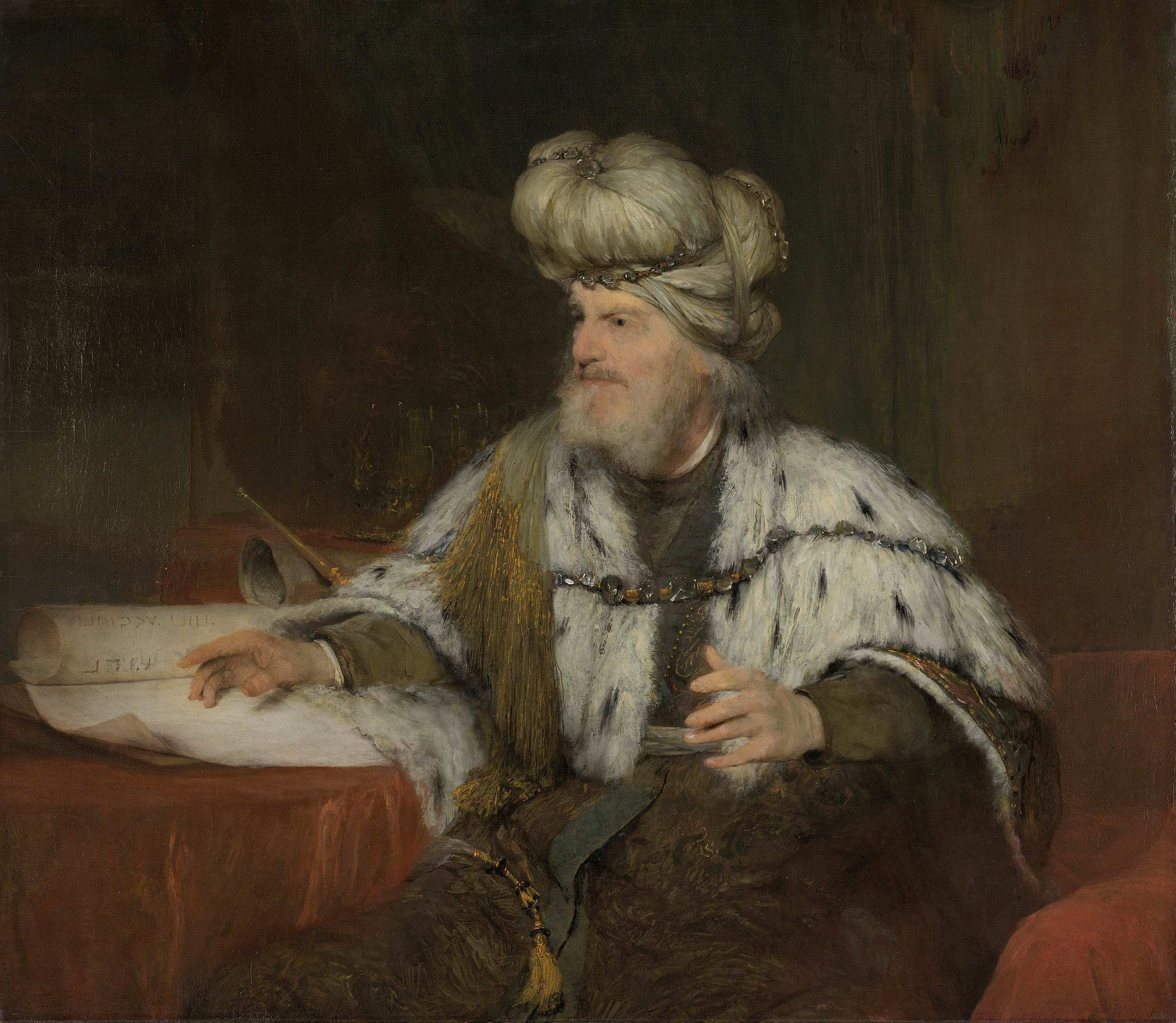
Król Dawid, Rijksmuseum, Amsterdam ok. 1683

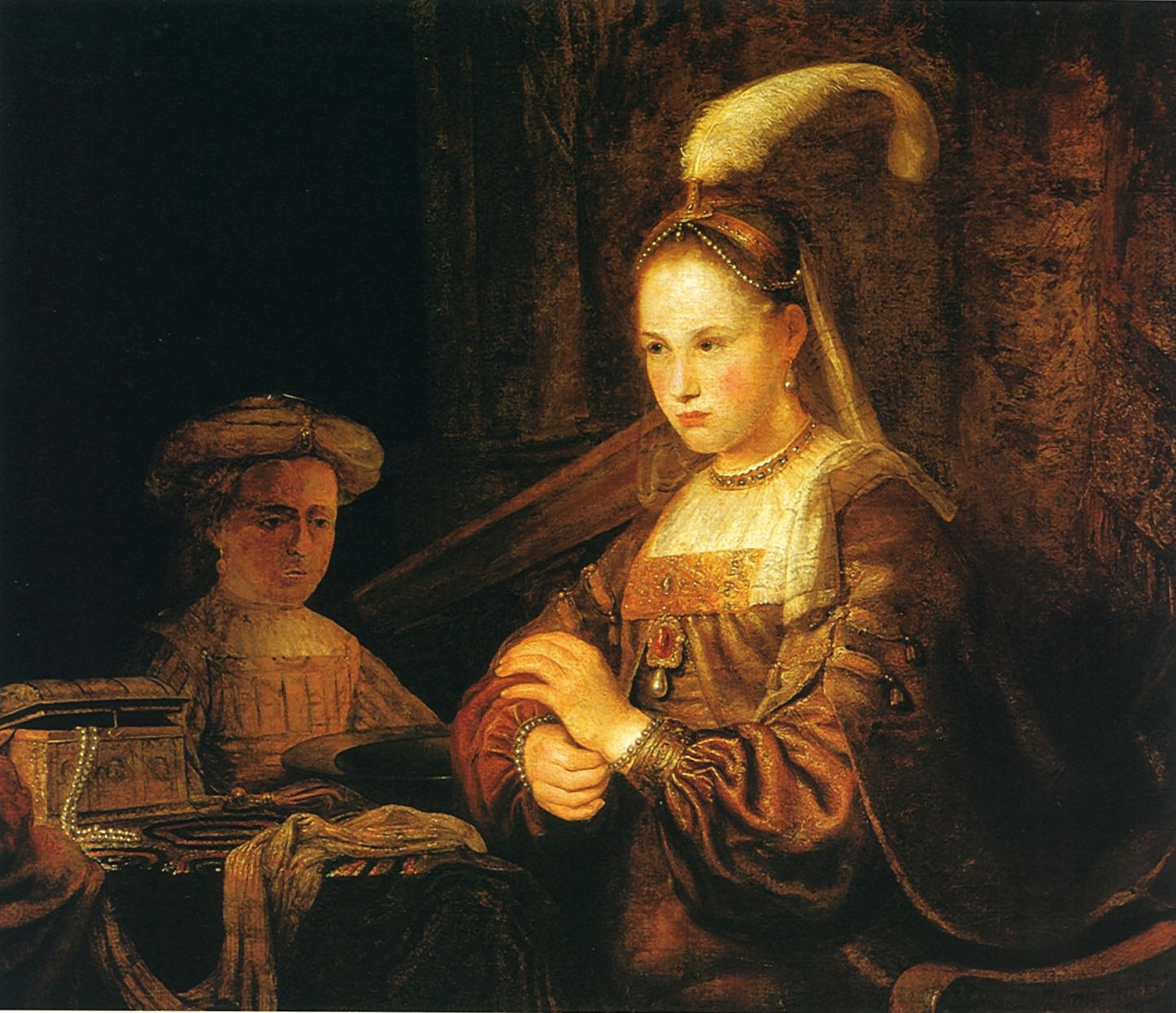
Toaleta damy, Muzeum Narodowe w Poznaniu, II poł. XVII w.

Aert lub Arent de Gelder (ur. 26 października 1645 w Dordrechcie, zm. 27 sierpnia 1727 tamże) – holenderski malarz i rysownik okresu baroku, ostatni uczeń Rembrandta.
Był uczniem Samuela van Hoogstratena w Dordrechcie, w latach 1661-63 terminował w warsztacie Rembrandta w Amsterdamie. Następnie wrócił do Dordrechtu.
Namalował ok. 100 obrazów. Większość jego dzieł przedstawia sceny biblijne utrzymane w manierze rembrandtowskiej. Malował także portrety i autoportrety.

## Wybrane dzieła
- Autoportret (po 1685) – St. Petersburg, Ermitaż,
- Autoportret w roli Zeuksisa malującego staruszkę (1685) – Frankfurt, Staedelsches Kunstinstitut,
- Chrystus i jawnogrzesznica (1683) – Madryt, Muzeum Thyssen-Bornemisza,
- Chrystus przed Piłatem (1671) – Drezno Gemaeldegalerie,
- Chrzest Chrystusa – Cambridge, Fitzwilliam Museum,
- Droga Krzyżowa (ok. 1715) (cykl) – Aschaffenburg, Bayerische Staatsgemaeldesammlung,
- Ecce Homo (1671) – Drezno, Gemaeldegalerie,
- Estera – Monachium, Stara Pinakoteka,
- Estera i Mardocheusz (1685) – Budapeszt, Muzeum Sztuk Pięknych,
- Juda i Tamar – Haga, Mauritshuis,
- Juda i Tamar (ok. 1700) – Londyn, National Gallery,
- Król Dawid – Amsterdam, Rijksmuseum,
- Odwiedziny aniołów u Abrahama – Rotterdam, Boymans-van-Beuningen Museum,
- Pieśń pochwalna Symeona (ok. 1700) – Haga, Mauritshuis,
- Portret rodzinny (1720-22) – Paryż, Luwr,
- Święta Rodzina – Berlin, Gemäldegalerie,
- Toaleta damy (II poł. XVII w.) - Muzeum Narodowe w Poznaniu,
- Wertumnus i Pomona (ok. 1685) – Praga, Galeria Narodowa.